# Saqqez (shahrestan)
Saqqez (persiska: شهرستان سقز, Shahrestan-e Saqqez) är en delprovins (shahrestan) i Iran. Den ligger i provinsen Kurdistan, i den nordvästra delen av landet. Administrativt centrum är staden Saqqez.
Delprovinsen hade 226 451 invånare 2016.